# Synagoge (Hofheim am Taunus)

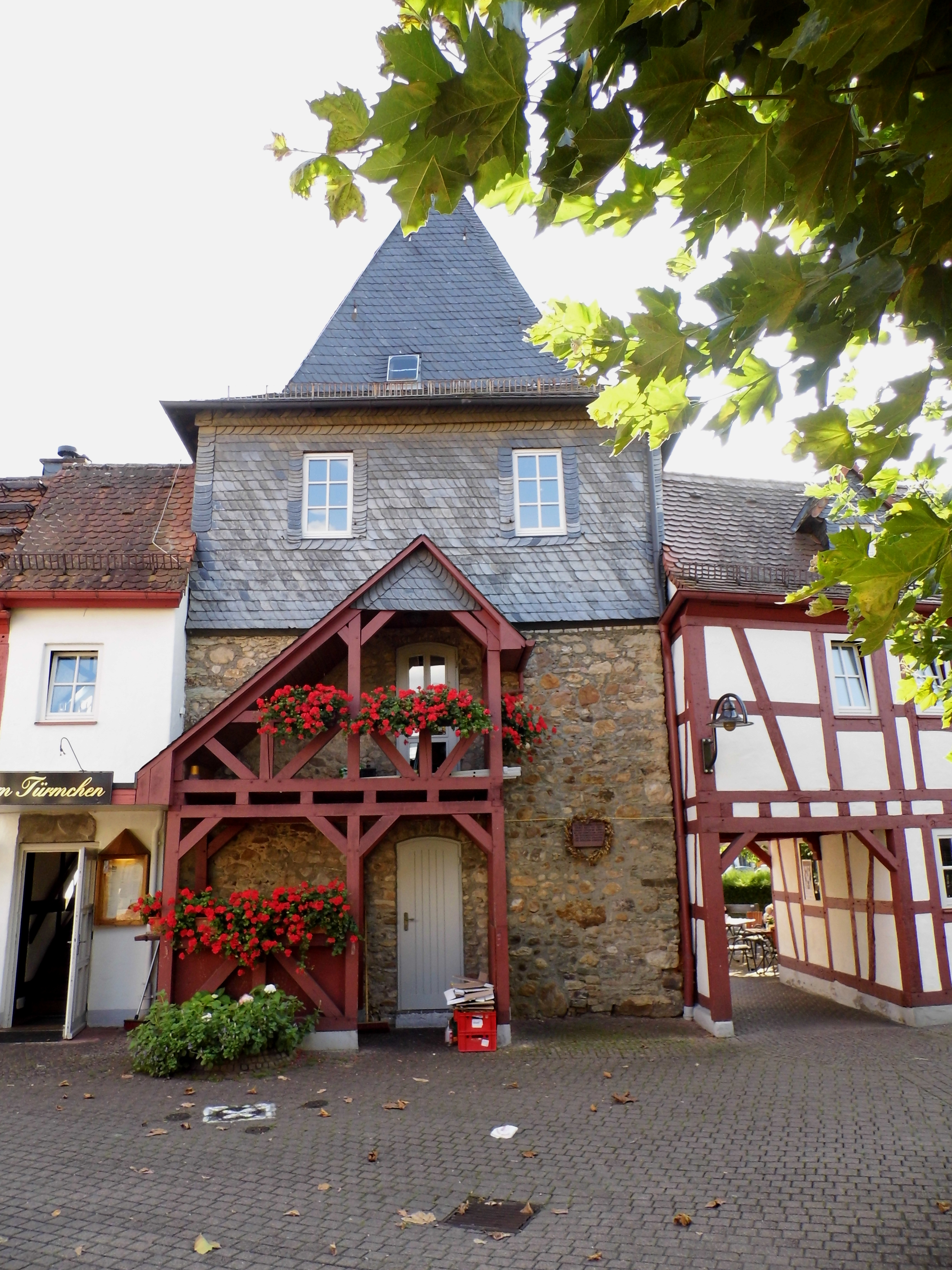
Ehemalige Synagoge in Hofheim

Die Synagoge in Hofheim am Taunus, einer Stadt im Main-Taunus-Kreis in Hessen, wurde Ende des 16. oder im 17. Jahrhundert in einem Turm, genannt Büttelturm, der Stadtbefestigung aus dem 14. Jahrhundert eingerichtet. Die profanierte Synagoge steht an der Burggrabenstraße 14 an der Stadtmauer.

## Geschichte
Nach einer umfangreichen Renovation im Jahre 1925 wurde das sanierte Gebäude am 5. März 1926 eingeweiht.
Beim Novemberpogrom 1938 wurde die Inneneinrichtung der Synagoge zerstört.
Nach 1945 blieb der historische Turm erhalten. Eine Renovierung des Gebäudes erfolgte 1983.
Im Jahr 1976 wurde eine erste Hinweistafel angebracht, die am 13. November 1985 durch eine neue Hinweistafel ersetzt wurde mit der Inschrift: „Teil der Stadtbefestigung, erbaut nach 1352, über längere Zeiträume hinweg bis zur Verwüstung durch die Nationalsozialisten am 09.11.1938 Synagoge der jüdischen Gemeinde.“
Nach der Renovierung 1983 wurde in der ehemaligen Synagoge eine Weinstube eingerichtet.